# Andrew Fox
Andrew Thomas Philip Fox, född 15 januari 1993 i Huntingdon, är en engelsk fotbollsspelare som spelar för El Paso Locomotive.

## Karriär
I augusti 2017 värvades Fox av AFC Eskilstuna, där han skrev på ett kontrakt säsongen ut. Den 9 mars 2018 värvades Fox av Grimsby Town.
Den 4 februari 2019 värvades Fox av amerikanska El Paso Locomotive.